# Rovereto
Pour les articles homonymes, voir Rovereto (homonymie).
Pour l’article ayant un titre homophone, voir Roveredo.
Rovereto est une ville d'environ 40 000 habitants située dans la province autonome de Trente dans la région du Trentin-Haut-Adige, au nord de la plaine du Pô, en Italie.
Rovereto est un important centre touristique et culturel du Trentin. Rovereto abrite l'un des plus grands musées d'art contemporain en Italie, le Mart et, grâce à la présence de la Cloche de la paix est, depuis de nombreuses années, considérée comme la Ville de la Paix et du Sport. Rovereto est très proche du lac de Garde (environ 25 km), mais également de lieux de sport d'hiver et de randonnée l'été, et comme Brentonico ou Folgaria.

## Géographie
Rovereto se situe dans la partie intra-alpine de l’Italie, à l’entrée de la vallée de l’Adige mais très proche de la plaine du Pô. Son architecture se rapproche beaucoup de l’architecture typique d’Europe centrale en raison de sa proximité avec l’Autriche et avec le Tyrol du Sud (Italie).

## Climat
Le climat est disputé selon les classifications :
- selon la classification de Köppen, le climat est de type (Cfa) soit un rare climat subtropical humide en raison de sa proximité avec le lac de Garde ;
- selon la classification de Rivas-Martinez, la ville est sujette à des temps froids en hiver par rapport à son altitude modeste. Le climatologue classe donc le climat de Rovereto comme type (32), c'est-à-dire un climat continental. 
D’ailleurs Rivas-Martinez classe ses climats notamment en fonction de l’altitude... Par exemple la plaine du Pô est caractérisée par des hivers froids pour son altitude, le climat y est également 32 donc continental.

## Histoire

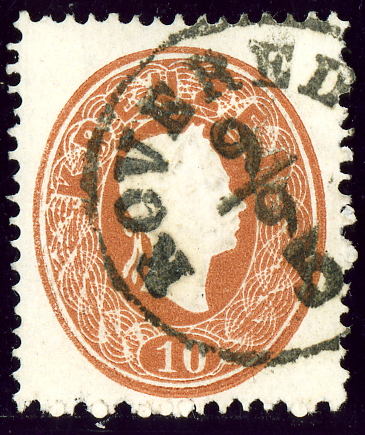
Timbre autrichien de 1861, oblitéré ROVEREDO

Jusqu'en 1918, c'est l'une des quatre villes autonomes du Tyrol (nommée alternativement ROVEREDO ou ROVERETO) faisant partie de l'empire d'Autriche, puis de l'Autriche-Hongrie (Cisleithanie après le compromis de 1867), formant un district de même nom, l'un des vingt-et-un Bezirkshauptmannschaften dans la province du Tyrol.
La ville intégrera le royaume d'Italie après la Première Guerre mondiale.

## Culture
- Le MART (Museo d'Arte Moderna e Contemporanea di Trento e Rovereto), est une œuvre de l'architecte Mario Botta, inaugurée en 2002.

## Administration
| Période                                  | Période  | Identité          | Étiquette | Qualité |
| ---------------------------------------- | -------- | ----------------- | --------- | ------- |
| 9 mai 2005                               | En cours | Guglielmo Valduga |           |         |
| Les données manquantes sont à compléter. |          |                   |           |         |

### Hameaux
Borgo Sacco, Lizzana, Lizzanella, Marco, Mori Stazione, Noriglio, S.Giorgio, S.Ilario

### Communes limitrophes
Les communes limitrophes sont  Ala, Calliano, Folgaria, Isera, Mori, Nogaredo, Pomarolo, Terragnolo, Trambileno, Vallarsa, villa Lagarina et Volano.

## Personnalités
- Carlo Rosmini (1758 ou 1759-1827), écrivain
- Antonio Rosmini (1797-1855), philosophe
- Riccardo Zandonai (1883-1944), compositeur
- Fortunato Depero (1892-1960), peintre
- Mario Untersteiner (1899-1981), helléniste
- Isabella Bossi Fedrigotti (1948), journaliste et écrivaine
- Valter Girardelli (1955-), officier naval

## Culture
- Museo di arte moderna e contemporanea di Trento e Rovereto

## Sport
La ville a accueilli par 3 fois une arrivée d'étape du Tour d'Italie.
| Année | Vainqueur           | Etape |
| ----- | ------------------- | ----- |
| 1959  | Rik Van Looy        | 14    |
| 1995  | Pascal Richard      | 13    |
| 2005  | Alessandro Petacchi | 12    |

## Jumelages
- Forchheim (Allemagne)
- Kufstein (Autriche)